# Atlango
Atlango es un lenguaje artificial auxiliar creado en el 2002 en Polonia como una evolución del eurolang, ambos creados por Richard A. Antonius (verdadero nombre Ryszard Antoniszczak) y basadas en el esperanto principalmente. Fue creado con la intención de servir de idioma entre los ciudadanos de la Unión Europea.

## Gramática

### Pronunciación
c=ĉ; j=ĝ; q=kŭ; y=j; w=ŭ; x=ŝ; zh=ĵ.
El acento cae casi siempre sobre la penúltima sílaba, pero existen algunas palabras en que el acento cae sobre la última sílaba, cuando la palabra termina en -all y -arr. En poesía se puede usar apóstrofos reemplazando del sufijo -o, como en el esperanto: Dom´, hem´, popol´, sol´.

### Morfología

#### Sustantivos
Los sustantivos terminan en -o, los adjetivos en -a, los adverbios en -e (o en -all por motivos estilísticos), el atlango usa reemplaza el sufijo plural del esperanto -j por -y, y no usa obligatoriamente el acusativo -n en el objeto, como en el ido. También conserva el acusativo directo -en. Ejemplo: mi le pordon vida, sino mi vida la pordo («mi vidas la pordon», 'yo veo la puerta', puerta es el objeto directo).

#### Verbos
Los verbos infinitivos y el tiempo pasado terminan en -i: esti = "esti" o "estis". El presente continuo termina en -a, como en el adjetivo: ama = "amas" o "ama". el Futuro continuo termina en -o, como en el sustantivo: "amo" = "amos" o "amo". Existen tres formas para el imperativo
- -es;[4][3]
- La simple raíz;[4][3]
- Con la palabra Ke.[4][3]

Ejemplo: Dones, Don, Ke don = "donu".
Además de esos tiempos, también esta el futuro perfecto "-os", el pasado perfecto "-is" y el condicional "-us": Donos ("estos doninto"); Donis ("estis doninto"); Donus ("estus doninto").

### Pronombres
| Esperanto | Atlango | Español                               |
| --------- | ------- | ------------------------------------- |
| mi        | mi      | yo                                    |
|           | ri      | pronombre para tercera persona neutra |
| li        | hi      | el                                    |
| ŝi        | li      | ella                                  |
| ĝi        | to      | eso (animal,cosa o sexo desconocido)  |
| ni        | mu*     | nosotros                              |
| vi        | tu*     | usted                                 |
| ili       | lu*     | ellos/ellas/esos                      |
| si        | se      | pronombre reflexivo                   |
| oni       | se      | pronombre indeterminado               |
|           | Lo      | Pronombre impersonal "eso"*           |

- Todos los pronombres plurales terminan en U.
- Sujeto gramatical ficticio, usado para referiste a un hecho, situación, tiempo (atmosférico y temporal)

ej: Esta frío "Lo-s kolde", Son las cinco en punto "Lo-s le qina", es similar al pronombre "it" del inglés.
Se puede agregar e- antes de un pronombre para embellecer la pronunciación (emi,etu,etc). Para formar posesivos se añade "a" o "-r", ej: "ma" =mia", "tua"= "via", etc, o "-stra": mistra, tustra para enfatizar.

### Artículos
Al igual que en el Esperanto, solo existe un artículo determinado, "le", en poesía se puede usar simplemente l o no usar el artículo en absoluto,  también se puede usar un artículo indeterminado, "un", pero la función de este es como numeral y no específicamente como Artículo indeterminado, ya que al igual que en el Esperanto, en el Atlango, el artículo indeterminado no existe.

### Correlativos
El Atlango tiene correlativos "artísticos":
- Q-[7] Pregunta y relaciona.

- ALG-[7] No definidos.

- T-[7] Similar al "ĉi" en Esperanto, sirve para proximidad.

- TR-[7] Contrario al "ĉi" del esperanto, indica lejanía.

- C-[7] Agrupación.

- N-[7] Negación.

## Ejemplos
- Le maristoy abandi le brenanta navyo (Los marineros abandonarons la La maristoj forlasis el barco en llamas);
- Sobre totyo, Tu esteba forta (Ante todo, debes ser fuerte);
- Mi astina alkoholo (Me abstengo al Alcohol);
- Mi ne aksepteda le dogmo di ta Eklesyo (No puedo aceptar el dogma de esa iglesia);
- Mi akseptis ke Tu prava (Acepto, que tu estás en lo correcto);
- Xi akuzis hi pril klepto di xa auto (Ella acusó a él por el robo de su auto);
- Mi kusta dormis tarde (Yo acostumbro dormir tarde);
- Mi kapodolora (Me duele la cabeza);
- Mi ne pweda spendis du horoy ko ta persono (No puedo pasar dos horas junto a esa persona";
- Qa-s tua oldero (¿Cuantos años tienes?);
- To-s le simbolo el flago di Atlango e di Atlangista mobando totyemonda (Ese es el símbolo y la bandera del Atlango y del Movimiento Atlangista de todo el mundo).